# René George
Pour les articles homonymes, voir George.
René George, né à Roux (Charleroi) le 2 février 1898 et mort à Charleroi, 28 décembre 1968, est un avocat et homme politique belge, membre du parti libéral.

## Biographie
René Feuillien Joseph George, né le 2 février 1898 à Roux, est le fils d'Alphonse George, instituteur, et de Juliette Fanuel. Il a épousé Léa Leclercq.
En 1921, il obtient le diplôme de docteur en droit à l'Université libre de Bruxelles. Il s'inscrit ensuite comme avocat au barreau de Charleroi et défend en justice les Charbonnages de Mariemont-Bascoup.
En 1938, il est élu président du Jeune barreau de Charleroi. En 1939, il est élu au Conseil de l'Ordre de Charleroi et, de 1955 à 1956, bâtonnier.
Après la Seconde Guerre Mondiale, il préside la Fédération libérale de l'arrondissement de Charleroi et ce, jusqu'en 1961. Il a signé de nombreuses tribunes libres sur les problèmes politiques belges dans le journal Le Soir.
En 1949, il est élu sénateur sur la liste du Parti de la liberté et du progrès (PLP) par l'arrondissement de Charleroi, mandat qu'il exerce jusqu'en 1965. Il se retire alors pour raisons de santé.

## Publication
- Pour un humanisme nouveau, éd. Le Flambeau, 1938.